# 谈遒
谈遒（1932年—2019年），生于北京。其父谈念曾（1899—1988），祖籍江苏无锡（无锡厚桥谈家），是北平大学农学院第一期毕业生。中华民国时期谈念曾任职颇多，主要有天津屠兽场场长，天津特别市政府秘书，大陆银行董事长、总经理谈丹崖先生的秘书，天津市银行筹备委员，绥远省政府秘书，绥远省毛织厂经理，西北畜牧公司董事兼总经理，河北省棉产改进会理事兼技术处长，河北省合作协会董事，天津富中实业公司董事兼经理，天津市企业公司副总经理等。
谈遒在一九四九年考入燕京大学化工系，一九五二年院系调整后来到天津大学（北洋大学）。一九五三年初毕业后留校任教，帮助丁绪淮(Hsü Huai. Ting)，张远谋，甘怀新等著名教授讲授《化工原理》等课程。天津大学化工学科是一九五二年院系调整时，由当时的北洋大学、南开大学、燕京大学、辅仁大学、北京大学、清华大学、河北工学院、唐山铁道学院等高校的化工系合并组成，其化工原理实验室有不少二战后从德国运来的先进设备。谈遒在一九五七年与同事聊天预测中苏关系要破裂，被同事告发，被天津大学凑数成为第一百个右派分子。其后只能致力于化工原理实验室的开发改造。他自己设计制造泵等化工设备，为天大化工学子们提供了一流的化工实验学习场所，也为他在改革开放后成功地承担了很多国家和部委重点项目打下了坚实的基础。谈遒在文化大革命期间受到冲击，夫妇俩到天津西郊区王稳庄乡小张庄下放改造。据村民回忆，他们刚开始受到村民捉弄，但他不做计较，用自己的知识带了很多徒弟，铺电线等，为该村庄带来光明。
在一九七八年中国改革开放后，谈遒真正开始了他的科学研究生涯。他参加主持的中国国家“六五”重点攻关项目“青海盐湖钾盐生产系统工程的研究”，主要是工业结晶(Industrial Crystallization）研究。此研究导致了业界经典的专著《工业结晶》（谈遒主创，丁绪淮指导，北京：化学工业出版社，1985）的产生，也为后来的“天津市工业结晶开发中心”和国家工业结晶工程技术研究中心”奠定了基础。该项目也获得中国国家教委科技进步二等奖。早期的结晶项目还包括天津味精厂“连续提取谷氨酸的方法及其装置”和“参数泵分步结晶法”（熔融结晶的研究）。这两个项目都获得天津市科技进步奖。
一九八二年他出任天津大学化工系统工程教研室主任。天津大学化工系统工程的研究一直在中国处于领先地位。期间的研究项目“制碱工业大型碳化塔群的分布式计算机系统控制的研究”获得中国化工部科技进步二等奖。
一九八四年他与陈洪舫一起创办中国石油化工总公司与天津大学联合组建的天津石油化工技术开发中心。当时中国化工设计研究分工太具体，该中心集科研开发设计于一体，为中国的校企联合和科研开发创出了一条新路。开始出任中心副主任，后连续多年任主任至退休，为该中心的发展和人才的培养做出了突出的贡献。期间完成中国国家重点攻关项目“聚碳酸酯关键原料双酚A新工艺的研究”，“万吨级双酚A工业试验”，在中国国内首次实现化工过程高倍率放大，获十余项中国，国际，日美等多国发明专利，获中石化科技进步一等奖及天津市技术发明一等奖。期间也承担了好几个中国石化总公司科技攻关项目。他的队伍为中国化工系统开发的研究树立了榜样。
谈遒获得很多荣誉，包括上述中国科技进步奖，近三十项中国国际多国专利，中国发明奖五项，中国国务院特殊津贴，一九九二年及一九九四年天津市总工会授与特等劳动模范称号，一九九三年中华全国总工会“全国优秀教育工作者”称号及五一劳动奖章，一九九五年中国国务院“全国先进工作者”称号。
一九九四年，时任中共中央总书记江泽民专程视察谈遒所领导的天津大学石化中心，对此研究中心的研究工作和成绩给予了充分肯定和鼓励。
谈遒夫人是曹继美，曹锟的孙女。育有一子。